# Pleurodiadema
Pleurodiadema is een geslacht van uitgestorven zee-egels uit de familie Glypticidae.

## Soorten
- Pleurodiadema Stutzi Desor, 1871 † Oxfordien, Europa.
- Pleurodiadema nudum Cotteau, 1875 † Kimmeridgien, Frankrijk.
- Pleurodiadema gauthieri Cotteau, 1875 † Bathonien, Frankrijk.